# Licensed to Kill
Licensed to Kill (conocida en español como Licencia para matar en España y Con permiso para matar en México) es una película en Eastmancolor de 1965 protagonizada por Tom Adams como el agente secreto británico Charles Vine. Fue dirigida y coescrita por Lindsay Shonteff. El productor Joseph E. Levine la recogió para distribuirla en Estados Unidos y en todo el mundo y la reeditó con el título The Second Best Secret Agent in the Whole Wide World.
El tema principal de la versión estadounidense, compuesto por Sammy Cahn y Jimmy Van Heusen e interpretado por Sammy Davis Jr., se utiliza en la película dramática de 2011 Tinker Tailor Soldier Spy.

## Argumento
Ante numerosos intentos de asesinato, un científico sueco que ha inventado un dispositivo antigravedad y su hija buscan proporcionar el invento al Reino Unido. Con James Bond no disponible, el gobierno del Reino Unido proporciona al agente Charles Vine (Tom Adams), un exmatemático, como guardaespaldas y asesino.

## Reparto
- Tom Adams como Charles Vine.
- Karel Stepanek como Henrik Jacobsen.
- Peter Bull como Masterman.
- John Arnatt como Rockwell.
- Francis de Wolff como Walter Pickering.
- Felix Felton como Tetchnikov.
- Veronica Hurst como Julia Lindberg.
- Judy Huxtable as Chica del centro de computación.
- Carol Blake como Chica de crucigramas.
- Claire Gordon como Médico de hospital.
- Denis Holmes as Maltby
- Gary Hope como Oficial del Ejército
- Billy Milton como Wilson.
- Oliver MacGreevy como Primer comisario ruso.
- George Pastell como Segundo comisario ruso.
- Tony Wall como Sadistikov.
- Stuart Saunders como Inspector de policía.
- Robert Marsden como August Jacobsen.
- Paul Tann as Vladimir Sheehee.

## Producción
Basado en el éxito de la película, Columbia Pictures le ofreció al director Shonteff un contrato de cinco películas, pero no estuvieron de acuerdo con las condiciones.

## Lanzamiento
Joseph E. Levine tuvo un gran éxito financiero después de comprar a bajo precio una película italiana llamada Hércules y estrenarla en Estados Unidos con una campaña publicitaria masiva, y decidió hacer lo mismo con Licensed to Kill. Sin embargo, el lanzamiento estadounidense reeditó la película al hacer que el asesinato inicial fuera realizado por una madre que sacaba una pistola Sten de su cochecito de gemelos y se cambió a una escena previa a los créditos. Levine contrató a los compositores Sammy Cahn y Jimmy Van Heusen para escribir una canción principal interpretada por Sammy Davis Jr. y arreglada y dirigida por Claus Ogerman sobre los créditos con el nuevo título. Luego, el lanzamiento estadounidense eliminó escenas de los personajes de Francis de Wolff y John Arnatt  hablando sobre la búsqueda de James Bond primero para la tarea, y de Vine en la cama con una chica y un crucigrama dando pistas de doble sentido. El lanzamiento estadounidense también elimina gran parte del diálogo sobre el dispositivo antigravedad, llamado «Regrav», lo que hace que el desenlace de la película sea menos comprensible.

## Recepción
Alan Burton en el Historical Dictionary of British Spy Fiction escribió positivamente sobre la película, describiéndola como «una película de James Bond de precio reducido con muchas emociones y algo de ingenio», y escribió sobre Tom Adams como Charles Vine diciendo que hacía «una imitación aceptable de Sean Connery».

## Secuelas
Se hicieron dos secuelas de Charles Vine protagonizadas por Tom Adams, pero con el director Shonteff ausente:
- Where the Bullets Fly (1966) (dirigida por John Gilling).
- O.K. Yevtushenko (1967) una película rodada en España en lugar de la ubicación habitual del Reino Unido, que languideció en un laboratorio de cine hasta 1976.[5]

Shonteff luego hizo tres películas de espías con el héroe llamado «Charles Bind». En la primera, su jefe también se llama Rockwell:
- No. 1 of the Secret Service (1977), protagonizada por Nicky Henson.
- Licencia para amar y matar, también conocida como The Man from S.E.X. (1979), protagonizada por Gareth Hunt.
- Number One Gun (1990), protagonizada por Michael Howe.